# The Stooges (musikalbum)
The Stooges är det amerikanska rockbandet The Stooges debutalbum, släppt 1969 på Elektra Records. Det producerades av den tidigare The Velvet Underground-medlemmen John Cale.
Det här albumet var något helt nytt när det kom. Man kan se klara influenser från band som The Rolling Stones och The Velvet Underground, men gruppens sätt att framföra låtarna var rått och mycket sexuellt utmanande. Det här albumet räknas som inflytelserikt på punken.

## Låtlista
Samtliga låtar skrivna av The Stooges.
1. "1969" - 4:05
2. "I Wanna Be Your Dog" - 3:10
3. "We Will Fall" - 10:15
4. "No Fun" - 5:15
5. "Real Cool Time" - 2:29
6. "Ann" - 3:00
7. "Not Right" - 2:49
8. "Little Doll" - 3:21

## Medverkande
- Dave Alexander - bas
- Ron Asheton - gitarr, sång
- Scott Asheton - trummor
- Iggy Pop - sång
- John Cale - fiol på We Will Fall